# Hercostomus collectivus
Hercostomus collectivus är en tvåvingeart som beskrevs av Yang och Patrick Grootaert 1999. Hercostomus collectivus ingår i släktet Hercostomus och familjen styltflugor.
Artens utbredningsområde är Zhejiang (Kina). Inga underarter finns listade i Catalogue of Life.